# ثكنة القوات المسلحة الملكية (الشرفا)
ثكنة القوات المسلحة الملكية هو دُوَّار يقع بجماعة إسلي، عمالة وجدة أنكاد، جهة الشرق في المملكة المغربية. ينتمي الدوّار لمشيخة الشرفا التي تضم 5 دواوير. يقدر عدد سكانه بـ 587 نسمة حسب الإحصاء الرسمي للسكان والسكنى لسنة 2004.

## روابط خارجية
- البوابة الوطنية للجماعات الترابية نسخة محفوظة 12 مارس 2018 على موقع واي باك مشين.
- المندوبية السامية للتخطيط